# Gabinete de Corea del Norte

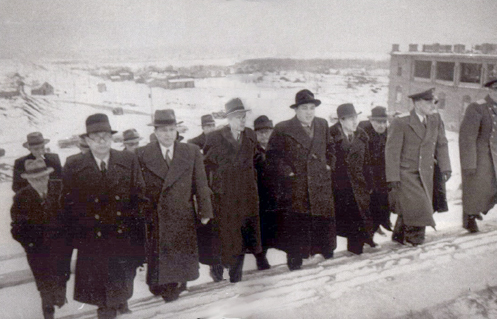
El gabinete norcoreano en 1949 (liderado por Kim Il-sung) visitando Moscú.

El gabinete de la República Democrática Popular de Corea (Naegak) es, de acuerdo con la Constitución de Corea del Norte, el órgano administrativo y ejecutivo y un órgano general de gestión estatal en el Gobierno de Corea del Norte. El principal periódico del gabinete es Minju Choson.

## Historia
En la primera constitución de Corea del Norte, adoptada en 1948, el poder ejecutivo fueron conferido al Gabinete, presidido por el mismo Kim Il-sung. La constitución de 1972 estableció el cargo de Presidente que dirigió el poder ejecutivo, y el gabinete se dividió en dos organizaciones: el Comité Popular Central y el Consejo de Administración del Estado. El Comité Popular Central (CPC), presidido por el presidente, proporcionó el enlace institucional más visible entre el gobierno y el partido y sirvió en efecto como un súper gabinete de facto. La Comisión Nacional de Defensa era entonces un subcomité de este organismo.
Entre sus responsabilidades se encontraban formular políticas nacionales y extranjeras, dirigir el trabajo del Consejo de Administración del Estado y sus órganos locales, dirigir el poder judicial, garantizar el cumplimiento de la constitución y otras leyes, nombrar o remover a los vicepremieres y miembros del gabinete, establecer o cambiar subdivisiones administrativas o sus límites, y ratificar o abolir de tratados firmados con países extranjeros. El CPC también podía emitir decretos, decisiones e instrucciones. El Consejo de Administración del Estado era guiado por el CPC y liderado por un primer ministro e incluía vice primeros ministros, ministros, presidentes de comités y otros miembros de las agencias centrales a nivel de gabinete. Fue responsable de la formulación de planes estatales de desarrollo económico y medidas para implementarlos, la preparación del presupuesto estatal y el manejo de otros asuntos monetarios y fiscales.
En 1998 se abolieron las enmiendas a la Constitución, el Comité Popular Central y la Administración del Estado, y se volvió a crear el Gabinete. Por lo tanto, el Consejo de Ministros ya no solo es el órgano de ejecución ejecutiva más alto, sino que también se amplió para convertirse en el órgano general de gestión del Estado.

## Selección
El gabinete es designado y es responsable ante la Asamblea Suprema del Pueblo, el parlamento unicameral del país. La Asamblea elige al premier, que nombra tres vicepremier y ministros del gabinete. Todos los miembros del gabinete son miembros del Partido del Trabajo de Corea que gobierna el país desde su creación en 1948. El gabinete rinde cuentas al Presidium de la Asamblea.
Hacia el año 2000, unas 260 personas han servido en el gabinete. Seis de ellos han sido mujeres, incluyendo a Ho Jong-suk (ministra de cultura y, más tarde, de justicia) y Pak Chong-ae (ministra de agricultura).

## Atribuciones
El Gabinete, como la rama ejecutiva del estado norcoreano, es responsable de implementar las políticas económicas del estado, guiadas por el Partido del Trabajo. El gabinete no es responsable de los asuntos de defensa y seguridad, ya que estos son manejados por la Comisión Nacional de Defensa. Por lo tanto, las organizaciones de seguridad como el Ejército Popular de Corea, el Ministerio de Seguridad Popular y el Departamento de Seguridad Estatal informan y se subordinan directamente a dicha Comisión. El Consejo de Ministros convoca una sesión plenaria y una reunión ejecutiva. La reunión plenaria está compuesta por todos los miembros del Gabinete, mientras que la reunión ejecutiva es una especie de presidium, y está compuesta por menos personas, incluido el Premier, el vicepremier y otros miembros del Gabinete designados por el Premier. Entre sus atribuciones, se encuentran:
- Adoptar medidas para ejecutar la política estatal.
- Instituir, enmendar y complementar las regulaciones concernientes a la gestión estatal basadas en la Constitución y las leyes departamentales.
- Guiar el trabajo de las comisiones del Gabinete, los ministerios, los órganos directos del Gabinete, los comités populares locales.
- Establecer y eliminar los órganos directos del Consejo de Ministros, las principales organizaciones económicas administrativas y las empresas, y adoptar medidas para mejorar la estructura de gestión del Estado.
- Redactar el plan del Estado para el desarrollo de la economía nacional y adoptar medidas para implementarlo.
- Compilar el presupuesto del Estado y adoptar medidas para implementarlo.
- Organizar y ejercer trabajos en los campos de la industria, agricultura, construcción, transporte, comunicaciones, comercio, gestión de la tierra, administración de la ciudad, educación, ciencia, cultura, salud, entrenamiento físico, administración laboral, protección ambiental, turismo y otros.
- Adoptar medidas para fortalecer el sistema monetario y bancario.
- Hacer el trabajo de inspección y control para establecer una orden de gestión estatal.
- Adoptar medidas para mantener el orden social, proteger la posesión e intereses del Estado y de la cooperación social, y garantizar los derechos de los ciudadanos.
- Celebrar tratados con países extranjeros y realizar actividades externas.
- Abolir las decisiones y direcciones por parte de los órganos administrativos económicos.

## Estructura
| Cargo | Nombre         | Ref.   |
| --- | -------------- | ------ |
| Premier | Pak Thae-song  | [ 13 ] |
| Vice Premier Presidente de la Comisión de Planificación Estatal                                                          | Ro Tu-chol     | [ 14 ] |
| Vice Premier | Im Chol-ung    | [ 14 ] |
| Vice Premier | Ri Ju-o        | [ 14 ] |
| Vice Premier | Ri Ju-o        | [ 14 ] |
| Vice Premier | Ri Ryong-nam   | [ 14 ] |
| Vice Premier | Jon Kwang-ho   | [ 14 ] |
| Vice Premier | Tong Jong-ho   | [ 14 ] |
| Vice Premier Ministro de Agricultura                                                                                     | Ko In-ho       | [ 14 ] |
| Ministerio de Relaciones Exteriores                                                                                      | Choe Son-hui   | [ 14 ] |
| Ministro de Industria de Energía Eléctrica                                                                               | Kim Man-su     | [ 14 ] |
| Ministro de la Industria del Carbón                                                                                      | Mun Myong-hak  | [ 14 ] |
| Ministro de Industria Metalúrgica                                                                                        | Kim Chung-gol  | [ 14 ] |
| Ministro de Industria Química                                                                                            | Jang Kil-ryong | [ 14 ] |
| Ministro de Ferrocarriles                                                                                                | Jang Hyok      | [ 14 ] |
| Ministro de Transporte Terrestre y Marítimo                                                                              | Kang Jong-gwan | [ 14 ] |
| Ministro de Minería | Ryom Chol-su   | [ 14 ] |
| Ministro de Desarrollo Estatal de Recursos Naturales                                                                     | Kim Chol-su    | [ 14 ] |
| Ministro de Industria Petrolera                                                                                          | Ko Kil-son     | [ 14 ] |
| Ministro de Silvicultura                                                                                                 | Han Ryong-guk  | [ 14 ] |
| Ministro de Industria de Construcción de Máquinas                                                                        | Yang Sun-hHo   | [ 14 ] |
| Ministro de Construcción Naval                                                                                           | Kang Chol-gu   | [ 14 ] |
| Ministro de Industria Nuclear                                                                                            | Wang Chang-uk  | [ 14 ] |
| Ministro de Industria Electrónica                                                                                        | Kim Jae-song   | [ 14 ] |
| Ministro de Correos y Telecomunicaciones                                                                                 | Kim Kwang-chol | [ 14 ] |
| Ministro de Construcción e Industria de Materiales de Construcción                                                       | Pak Hun        | [ 14 ] |
| Ministro de Control de Construcción Estatal                                                                              | Kwon Song-ho   | [ 14 ] |
| Ministro de Industria Ligera                                                                                             | Choe Il-ryong  | [ 14 ] |
| Ministro de Industria Local                                                                                              | Jo Yong-chol   | [ 14 ] |
| Ministro de Industria de Bienes de Consumo                                                                               | Ri Kang-son    | [ 14 ] |
| Ministro de Pesca | Song Chun-sop  | [ 14 ] |
| Ministro de Finanzas | Ki Kwang-ho    | [ 14 ] |
| Ministro de Trabajo | Yun Kang-ho    | [ 14 ] |
| Ministro de Relaciones Económicas Exteriores                                                                             | Kim Yong-jae   | [ 14 ] |
| Presidente de la Comisión Estatal de Ciencia y Tecnología                                                                | Ri Chung-gil   | [ 14 ] |
| Presidente de la Academia Estatal de Ciencias                                                                            | Jang Chol      | [ 14 ] |
| Ministro de Protección de Tierras y Medio Ambiente                                                                       | Kim Kyong-jun  | [ 14 ] |
| Director de la Oficina de Supervisión de Política Forestal de la Comisión de Asuntos Estatales                           | Kim Kyong-jun  | [ 14 ] |
| Ministro de Gestión Urbana                                                                                               | Kang Yong-su   | [ 14 ] |
| Ministro de Compras y Administración de Alimentos                                                                        | Mun Ung-jo     | [ 14 ] |
| Ministro de Comercio | Kim Kyong-nam  | [ 14 ] |
| Presidente de la Comisión de Educación                                                                                   | Kim Sung-du    | [ 14 ] |
| Presidente de la Universidad Kim Il-sung Presidente del Comité de Orientación del Partido Ministro de Educación Superior | Choe Sang-gon  | [ 14 ] |
| Ministro de Salud Pública                                                                                                | O Chun-bok     | [ 14 ] |
| Ministro de Cultura | Pak Chun-nam   | [ 14 ] |
| Ministro de Cultura Física y Deportes                                                                                    | Kim Il-guk     | [ 14 ] |
| Presidente del Banco Central                                                                                             | Kim Chon-gyun  | [ 14 ] |
| Director de la Oficina Central de Estadísticas.                                                                          | Choe Sung-ho   | [ 14 ] |
| Director de la Secretaría del Gabinete                                                                                   | Kim Yong-ho    | [ 14 ] |